# Aquin
Aquin, in creolo haitiano Aken, è un comune di Haiti, capoluogo dell'arrondissement omonimo nel dipartimento del Sud.